# 穆罕默德·阿赫桑
穆罕默德·阿赫桑（1987年9月7日—）或譯作莫哈末·阿山，印尼男子羽毛球運動員，專長男雙項目。

## 簡歷

### 2008年-2012年 大獎賽及黃金大獎賽夺冠
2008年9月，穆罕默德·阿赫桑与博纳·塞普特纳出战日本羽毛球超級賽，在男双决赛以1比2（17-21、21-15、13-21）不敌赛会2号种子、丹麦强档的拉尔斯·帕斯克/乔纳斯·拉斯姆森，赢得亚军。
2009年6月，穆罕默德·阿赫桑与博纳·塞普特纳出战菲律賓羽毛球黃金大獎賽，在男双决赛以2比1（10-21、21-14、21-17）击败了赛会5号种子、队友的阿尔文特·尤利安托·钱德拉/亨德拉·阿普利达·古纳万，夺得其首个国际黃金大獎賽的冠军。
2010年9月，穆罕默德·阿赫桑与博纳·塞普特纳出战日本羽毛球超級賽，在男双準决赛以0比2（19-21、13-21）不敌赛会头号种子、马来西亚强档的古健傑/陳文宏。同年10月，他与博纳·塞普特纳出战越南羽毛球大獎賽，在男双决赛以2比1（21-18、13-21、21-17）击败了赛会6号种子、马来西亚的法鲁兹祖安/王順福，赢得冠军。同年11月，他代表印尼出戰廣州亞運會，參加羽毛球比賽男子雙打（與阿尔文特·尤利安托·钱德拉合作）及男子團體項目，奪得兩面銅牌。同年12月，他与博纳·塞普特纳出战印度羽毛球大獎賽，在男双决赛以2比1（19-21、21-15、21-14）击败了赛会头号种子、马来西亚的顏德財/陳斌生，赢得冠军。
2011年1月，穆罕默德·阿赫桑与博纳·塞普特纳出战馬來西亞羽毛球超級賽，在男双準决赛以0比2（15-21、14-21）不敌赛会5号种子、中国的柴飚/郭振东。同年6月，他与博纳·塞普特纳出战印尼羽毛球首要超級賽，在男双準决赛以1比2（21-18、11-21、18-21）不敌赛会8号种子、中国的柴飚/郭振东。同年9月，他与博纳·塞普特纳出战日本羽毛球超級賽，在男双决赛以0比2（13-21、21-23）不敌赛会头号种子、中国的蔡赟/傅海峰，赢得亚军。同期9月，他与博纳·塞普特纳出战印尼羽毛球黃金大獎賽，在男双决赛以2比0（21-13、21-14）横扫赛会7号种子、日本强档的遠藤大由/早川賢一，赢得冠军。
2012年6月，穆罕默德·阿赫桑与博纳·塞普特纳出战新加坡羽毛球超級賽，在男双準决赛以1比2（21-19、19-21、14-21）不敌赛会2号种子、韩国强档的高成炫/柳延星。同年10月，他开始与新搭档的亨德拉·塞蒂亚万出战丹麥羽毛球首要超級賽，在男双準决赛以0比2（17-21、15-21）不敌韩国的申白喆/柳延星。

### 2013年 超級賽、首要超級賽夺冠及首夺世锦赛
2013年1月，穆罕默德·阿赫桑与亨德拉·塞蒂亚万出战馬來西亞羽毛球超級賽，在男双决赛以2比0（21-15、21-13）击败了赛会6号种子、韩国强档的高成炫/李龍大，夺得其首个国际超級賽的冠军。同年3月，他与亨德拉·塞蒂亚万出战全英羽毛球首要超級賽，在男双準决赛以1比2（12-21、21-13、17-21）不敌中国的刘小龙/邱子瀚。同年4月，他与亨德拉·塞蒂亚万出战澳洲羽毛球黃金大獎賽，在男双决赛以0比2（20-22、19-21）不敌赛会2号种子、队友的安加·普拉塔玛/利安·阿刚·萨普特拉，赢得亚军。同年6月，他与亨德拉·塞蒂亚万出战印尼羽毛球首要超級賽，在男双决赛以2比0（21-14、21-18）击败了赛会2号种子、韩国强档的高成炫/李龍大，赢得冠军。同期6月，他与亨德拉·塞蒂亚万出战新加坡羽毛球超級賽，在男双决赛以2比0（21-15、21-18）击败了赛会头号种子、韩国强档的高成炫/李龍大，赢得冠军。同年8月，他出戰中國廣州舉行的世界羽毛球錦標賽男子雙打項目。他們列為6號種子，故在首圈輪空；第二圈以2比0輕取菲律賓的對手後，之後又先後以2-0擊敗15號種子、另一對印尼組合马尔基斯·基多 / 阿尔文特·尤利安托·钱德拉和13號種子、中華台北的李勝木 / 蔡佳欣，晉級四強。他們在準決賽與8號種子、衛冕的中國組合蔡赟 / 傅海峰對戰，以2比0（21-19、21-17）取胜，新組合首次闯进世锦赛的决赛。決賽中，阿赫桑/塞蒂亚万对阵3號種子、丹麥的玛蒂亚斯·鲍伊 / 卡斯腾·摩根森，結果用时33分钟就以2比0（21-13、23-21）击败對手，奪得冠軍。同年9月，他与亨德拉·塞蒂亚万出战日本羽毛球超級賽，在男双决赛以2比0（22-20、21-16）击败了中国的柴飚/洪炜，赢得冠军。同年10月，他与亨德拉·塞蒂亚万出战丹麥羽毛球首要超級賽，在男双决赛以0比2（19-21、16-21）不敌赛会8号种子、韩国强档的李龍大/柳延星，赢得亚军。

### 2014年 全英赛夺冠及亚运会捡金
2014年3月，穆罕默德·阿赫桑与亨德拉·塞蒂亚万出战全英羽毛球首要超級賽，在男双决赛以2比0（21-19、21-19）击败了赛会2号种子、日本强档的遠藤大由/早川賢一，首次赢得全英赛男双冠军。同年6月，他与亨德拉·塞蒂亚万出战日本羽毛球超級賽，在男双决赛以0比2（12-21、24-26）不敌赛会5号种子、韩国强档的李龍大/柳延星，赢得亚军。同年6月，他与亨德拉·塞蒂亚万出战印尼羽毛球首要超級賽，在男双决赛以0比2（15-21、17-21）不敌赛会6号种子、韩国强档的李龍大/柳延星，赢得亚军。同年9月，他代表印尼参加韩国仁川举办的亞洲運動會羽毛球比賽男子双打項目，與亨德拉·塞蒂亚万以2號種子身分出戰；在男双决赛鏖战三局以2比1（21-16、16-21、21-17）力克赛会头号种子、韩国的李龍大/柳延星，首次赢得亚运会男双金牌。同年11月，他与亨德拉·塞蒂亚万出战香港羽毛球超級賽，在男双决赛以2比1（21-16、17-21、21-15）击败了赛会6号种子、中国的刘小龙/邱子瀚，赢得冠军。

### 2015年 马羽赛夺冠及第二度登顶世锦赛
2015年3月，穆罕默德·阿赫桑与亨德拉·塞蒂亚万出战馬來西亞羽毛球首要超級賽，在男双决赛以2比1（14-21、21-15、23-21）力克赛会头号种子、世界第一的李龍大/柳延星，赢得冠军。同年4月，他参加中国湖北省武汉市举办的亞洲羽毛球錦標賽，与亨德拉·塞蒂亚万被赛会列为6号种子出战；在男双决赛以1比2（21-18、22-24、19-21）不敌赛会头号种子、世界第一的李龍大/柳延星，赢得亚锦赛亚军。同年7月，他与亨德拉·塞蒂亚万出战中華台北羽毛球黃金大獎賽，在男双準决赛以0比2（19-21、17-21）不敌国家队师弟的吉德翁·马库斯·费尔纳尔迪/凯文·桑加亚·苏卡穆约。同年8月，他代表印尼参加本国举办的世界羽毛球錦標賽男子雙打項目。他與亨德拉·塞蒂亚万以3號種子身分出戰，故在首圈輪空；在次圈以2比1（19-21、21-17、21-18）击败了法国的巴蒂斯特·卡雷姆/罗南·拉巴尔。在第三轮中，同样鏖战三局以2比1（21-16、19-21、21-15）拿下赛会14号种子、日本的數野健太/山田和司。八强中，以2比0（21-16、22-20）力克英格兰的马库斯·埃利斯/克里斯·兰格瑞奇。四强中，面对赛会头号种子、夺冠热门的李龍大/柳延星，直落两局以2比0（21-17、21-19）击败了对手。决赛中，迎战赛会9号种子、中国的刘小龙/邱子瀚，毫无悬念以2比0（21-17、21-14）痛击对手，首次赢得世锦赛冠军，亦是他获得世界冠军的頭銜。同年10月，他与亨德拉·塞蒂亚万出战法國羽毛球超級賽，在男双準决赛以1比2（18-21、21-19、15-21）不敌丹麦强档的马德斯·康拉德-彼德森/马德斯·皮勒尔·科尔丁。同年11月，他与亨德拉·塞蒂亚万出战香港羽毛球超級賽，在男双準决赛以1比2（21-14、12-21、16-21）不敌赛会3号种子、丹麦强档的玛蒂亚斯·鲍伊/卡斯腾·摩根森。

### 2016年-2017年 成绩下滑及携手新拍档
2016年2月，穆罕默德·阿赫桑与亨德拉·塞蒂亚万出战泰國羽毛球大師賽，在男双决赛以2比1（12-21、21-15、21-12）击败了赛会2号种子、韩国强档的金基正/金沙朗，赢得冠军。同年8月，他代表印尼参加巴西里約熱內盧舉行的奥林匹克运动会羽毛球比賽男子双打項目，與亨德拉·塞蒂亚万以2號種子身分出戰。在小組賽階段先擊敗印度的马奴·阿特里/苏密特·雷迪，但其后便连输两场不敌日本的遠藤大由/早川賢一和中国的柴飚/洪炜，最终以赛会2號種子和小組第三名，无缘晋级下一圈。同年11月，他尝试与国家队的利安·阿刚·萨普特拉出战香港羽毛球超級賽，在男双準决赛以0比2（18-21、11-21）不敌赛会4号种子、丹麦强档的玛蒂亚斯·鲍伊/卡斯腾·摩根森。
2017年1月，穆罕默德·阿赫桑与利安·阿刚·萨普特拉出战中國羽毛球國際挑戰賽，在男双决赛以3比1（8-11、11-7、11-4、11-7）击败了赛会2号种子、泰国的特拉武特·波提恩/南塔卡恩·耶特派颂，赢得冠军。同年8月，他代表印尼参加苏格兰格拉斯哥世界羽毛球錦標賽男子雙打項目。他與利安·阿刚·萨普特拉在首圈以2比0（21-15、21-18）轻取瑞典的理查德·艾德斯泰特/尼科·鲁波宁；次圈大战三局击垮对手。在第三轮中，以2比0（21-19、21-12）横扫赛会16号种子、丹麦强档的马蒂亚斯·克里斯蒂安森/大卫·道嘉德。八强中，以2比0（21-16、21-18）横扫强档韩国的鄭義錫/金德永。四强中，面对赛会4号种子、日本强档的嘉村健士/園田啟悟，轻松以2比0（21-12、21-15）拿下对手。决赛中，迎战赛会8号种子、中国组合直落两局不敌对手，赢得亚军。同年11月，他与利安·阿刚·萨普特拉出战中國羽毛球首要超級賽，在男双準决赛以0比2（20-22、12-21）不敌赛会2号种子、丹麦强档的玛蒂亚斯·鲍伊/卡斯腾·摩根森。
2018年1月，穆罕默德·阿赫桑与亨德拉·塞蒂亚万出战印度羽毛球公開賽，在男双準决赛以0比2（11-21、16-21）不敌赛会头号种子、世界第一的马库斯·费尔纳尔迪·吉德翁/凯文·桑加亚·苏卡穆约。同年3月，他与亨德拉·塞蒂亚万出战德國羽毛球公開賽，在男双準决赛以0比2（20-22、20-22）惜败于国家队师弟的法贾·阿尔弗兰/穆罕默德·里安·阿利安托。同年4月，他与亨德拉·塞蒂亞萬出战馬來西亞羽毛球國際挑戰賽，在男双决赛以2比1（21-17、17-21、21-19）击败了赛会6号种子、东道主的謝定峰/苏伟译，赢得冠军。

## 主要比賽成績
只列出曾進入準決賽的國際賽事成績：
| 年份   | 賽事                     | 公開賽級別 | 項目     | 拍檔               | 成績   |
| ------ | ------------------------ | ---------- | -------- | ------------------ | ------ |
| 2008年 | 日本羽毛球超級賽         | 超級賽     | 男子雙打 | 博纳·塞普特纳      | 亞軍   |
| 2009年 | 菲律賓羽毛球黃金大獎賽   | 黃金大獎賽 | 男子雙打 | 博纳·塞普特纳      | 冠軍   |
| 2010年 | 日本羽毛球超級賽         | 超級賽     | 男子雙打 | 博纳·塞普特纳      | 準決賽 |
| 2010年 | 越南羽毛球大獎賽         | 大獎賽     | 男子雙打 | 博纳·塞普特纳      | 冠軍   |
| 2010年 | 印度羽毛球大獎賽         | 大獎賽     | 男子雙打 | 博纳·塞普特纳      | 冠軍   |
| 2011年 | 馬來西亞羽毛球超級賽     | 超級賽     | 男子雙打 | 博纳·塞普特纳      | 準決賽 |
| 2011年 | 印尼羽毛球首要超級賽     | 首要超級賽 | 男子雙打 | 博纳·塞普特纳      | 準決賽 |
| 2011年 | 日本羽毛球超級賽         | 超級賽     | 男子雙打 | 博纳·塞普特纳      | 亞軍   |
| 2011年 | 印尼羽毛球黃金大獎賽     | 黃金大獎賽 | 男子雙打 | 博纳·塞普特纳      | 冠軍   |
| 2012年 | 新加坡羽毛球超級賽       | 超級賽     | 男子雙打 | 博纳·塞普特纳      | 準決賽 |
| 2012年 | 丹麥羽毛球首要超級賽     | 首要超級賽 | 男子雙打 | 亨德拉·塞蒂亚万    | 準決賽 |
| 2013年 | 馬來西亞羽毛球超級賽     | 超級賽     | 男子雙打 | 亨德拉·塞蒂亚万    | 冠軍   |
| 2013年 | 全英羽毛球首要超級賽     | 首要超級賽 | 男子雙打 | 亨德拉·塞蒂亚万    | 準決賽 |
| 2013年 | 澳洲羽毛球黃金大獎賽     | 黃金大獎賽 | 男子雙打 | 亨德拉·塞蒂亚万    | 亞軍   |
| 2013年 | 印尼羽毛球首要超級賽     | 首要超級賽 | 男子雙打 | 亨德拉·塞蒂亚万    | 冠軍   |
| 2013年 | 新加坡羽毛球超級賽       | 超級賽     | 男子雙打 | 亨德拉·塞蒂亚万    | 冠軍   |
| 2013年 | 世界羽毛球錦標賽         | 其他       | 男子雙打 | 亨德拉·塞蒂亚万    | 冠軍   |
| 2013年 | 日本羽毛球超級賽         | 超級賽     | 男子雙打 | 亨德拉·塞蒂亚万    | 冠軍   |
| 2013年 | 丹麥羽毛球首要超級賽     | 首要超級賽 | 男子雙打 | 亨德拉·塞蒂亚万    | 亞軍   |
| 2013年 | 香港羽毛球超級賽         | 超級賽     | 男子雙打 | 亨德拉·塞蒂亚万    | 準決賽 |
| 2014年 | 全英羽毛球首要超級賽     | 首要超級賽 | 男子雙打 | 亨德拉·塞蒂亚万    | 冠軍   |
| 2014年 | 湯姆斯盃                 | 其他       | 男子團體 | －                 | 準決賽 |
| 2014年 | 日本羽毛球超級賽         | 超級賽     | 男子雙打 | 亨德拉·塞蒂亚万    | 亞軍   |
| 2014年 | 印尼羽毛球首要超級賽     | 首要超級賽 | 男子雙打 | 亨德拉·塞蒂亚万    | 亞軍   |
| 2014年 | 亞洲運動會羽毛球比賽     | 其他       | 男子雙打 | 亨德拉·塞蒂亚万    | 金牌   |
| 2014年 | 香港羽毛球超級賽         | 超級賽     | 男子雙打 | 亨德拉·塞蒂亚万    | 冠軍   |
| 2015年 | 馬來西亞羽毛球首要超級賽 | 首要超級賽 | 男子雙打 | 亨德拉·塞蒂亚万    | 冠軍   |
| 2015年 | 新加坡羽毛球超級賽       | 超級賽     | 男子雙打 | 亨德拉·塞蒂亚万    | 準決賽 |
| 2015年 | 亞洲羽毛球錦標賽         | 其他       | 男子雙打 | 亨德拉·塞蒂亚万    | 亞軍   |
| 2015年 | 蘇迪曼盃                 | 其他       | 混合團體 | －                 | 季軍   |
| 2015年 | 印尼羽毛球首要超級賽     | 首要超級賽 | 男子雙打 | 亨德拉·塞蒂亚万    | 準決賽 |
| 2015年 | 中華台北羽毛球黃金大獎賽 | 黃金大獎賽 | 男子雙打 | 亨德拉·塞蒂亚万    | 準決賽 |
| 2015年 | 世界羽毛球錦標賽         | 其他       | 男子雙打 | 亨德拉·塞蒂亚万    | 冠軍   |
| 2015年 | 法國羽毛球超級賽         | 超級賽     | 男子雙打 | 亨德拉·塞蒂亚万    | 準決賽 |
| 2015年 | 香港羽毛球超級賽         | 超級賽     | 男子雙打 | 亨德拉·塞蒂亚万    | 準決賽 |
| 2015年 | 世界羽聯超級系列賽總決賽 | 首要超級賽 | 男子雙打 | 亨德拉·塞蒂亚万    | 冠軍   |
| 2016年 | 泰國羽毛球大師賽         | 黃金大獎賽 | 男子雙打 | 亨德拉·塞蒂亚万    | 冠軍   |
| 2016年 | 亞洲羽毛球團體錦標賽     | 其他       | 男子團體 | －                 | 冠軍   |
| 2016年 | 湯姆斯盃                 | 其他       | 男子團體 | －                 | 亞軍   |
| 2016年 | 日本羽毛球超級賽         | 超級賽     | 男子雙打 | 亨德拉·塞蒂亚万    | 準決賽 |
| 2016年 | 香港羽毛球超級賽         | 超級賽     | 男子雙打 | 利安·阿刚·萨普特拉 | 準決賽 |
| 2017年 | 中國羽毛球國際挑戰賽     | 國際挑戰賽 | 男子雙打 | 利安·阿刚·萨普特拉 | 冠軍   |
| 2017年 | 世界羽毛球錦標賽         | 其他       | 男子雙打 | 利安·阿刚·萨普特拉 | 亞軍   |
| 2017年 | 中國羽毛球首要超級賽     | 首要超級賽 | 男子雙打 | 利安·阿刚·萨普特拉 | 準決賽 |
| 2018年 | 印度羽毛球公開賽         | 超級500賽  | 男子雙打 | 亨德拉·塞蒂亚万    | 準決賽 |
| 2018年 | 亞洲羽毛球團體錦標賽     | 其他       | 男子團體 | －                 | 冠軍   |
| 2018年 | 德國羽毛球公開賽         | 超級300賽  | 男子雙打 | 亨德拉·塞蒂亚万    | 準決賽 |
| 2018年 | 馬來西亞羽毛球國際挑戰賽 | 國際挑戰賽 | 男子雙打 | 亨德拉·塞蒂亞萬    | 冠軍   |
| 2018年 | 湯姆斯盃                 | 其他       | 男子團體 | －                 | 季軍   |
| 2018年 | 新加坡羽毛球公開賽       | 超級500賽  | 男子雙打 | 亨德拉·塞蒂亞萬    | 冠軍   |
| 2018年 | 亞洲運動會羽毛球比賽     | 其他       | 男子團體 | －                 | 银牌   |
| 2018年 | 丹麥羽毛球公開賽         | 超級750賽  | 男子雙打 | 亨德拉·塞蒂亞萬    | 準決賽 |
| 2018年 | 中國福州羽毛球公開賽     | 超級750賽  | 男子雙打 | 亨德拉·塞蒂亞萬    | 準決賽 |
| 2018年 | 香港羽毛球公開賽         | 超級500賽  | 男子雙打 | 亨德拉·塞蒂亞萬    | 準決賽 |
| 2019年 | 印度尼西亞羽毛球大師賽   | 超級500賽  | 男子雙打 | 亨德拉·塞蒂亞萬    | 亞軍   |
| 2019年 | 全英羽毛球公開賽         | 超級1000賽 | 男子雙打 | 亨德拉·塞蒂亞萬    | 冠軍   |
| 2019年 | 新加坡羽毛球公開賽       | 超級500賽  | 男子雙打 | 亨德拉·塞蒂亞萬    | 亞軍   |
| 2019年 | 紐西蘭羽毛球公開賽       | 超級300賽  | 男子雙打 | 亨德拉·塞蒂亞萬    | 冠軍   |
| 2019年 | 蘇迪曼盃                 | 其他       | 混合團體 | －                 | 季軍   |
| 2019年 | 印尼羽毛球公開賽         | 超級1000賽 | 男子雙打 | 亨德拉·塞蒂亞萬    | 亞軍   |
| 2019年 | 日本羽毛球公開賽         | 超級750賽  | 男子雙打 | 亨德拉·塞蒂亞萬    | 亞軍   |
| 2019年 | 世界羽毛球錦標賽         | 其他       | 男子雙打 | 亨德拉·塞蒂亚万    | 冠軍   |
| 2019年 | 中國羽毛球公開賽         | 超級1000賽 | 男子雙打 | 亨德拉·塞蒂亚万    | 亞軍   |
| 2019年 | 丹麥羽毛球公開賽         | 超級750賽  | 男子雙打 | 亨德拉·塞蒂亚万    | 亞軍   |
| 2019年 | 香港羽毛球公开赛         | 超級500賽  | 男子雙打 | 亨德拉·塞蒂亚万    | 亞軍   |
| 2019年 | 世界羽聯世界巡迴賽總決賽 | 總決賽     | 男子雙打 | 亨德拉·塞蒂亚万    | 冠軍   |
| 2020年 | 马来西亚羽毛球大师赛     | 超級500賽  | 男子雙打 | 亨德拉·塞蒂亚万    | 準決賽 |
| 2020年 | 印度尼西亞羽毛球大師賽   | 超級500賽  | 男子雙打 | 亨德拉·塞蒂亚万    | 亞軍   |
| 2020年 | 亞洲羽毛球團體錦標賽     | 其他       | 男子團體 | －                 | 冠軍   |
| 2020年 | TOYOTA泰國羽毛球公開賽   | 超級1000賽 | 男子雙打 | 亨德拉·塞蒂亚万    | 準決賽 |
| 2020年 | 世界羽聯世界巡迴賽總決賽 | 總決賽     | 男子雙打 | 亨德拉·塞蒂亚万    | 亞軍   |
| 2021年 | 奧林匹克運動會羽毛球比賽 | 其他       | 男子雙打 | 亨德拉·塞蒂亚万    | 第四名 |
| 2021年 | 湯姆斯盃                 | 其他       | 男子團體 | －                 | 冠軍   |
| 2022年 | 印度羽毛球公開賽         | 超級500賽  | 男子雙打 | 亨德拉·塞蒂亚万    | 亞軍   |
| 2022年 | 全英羽毛球公開賽         | 超級1000賽 | 男子雙打 | 亨德拉·塞蒂亚万    | 亞軍   |
| 2022年 | 韓國羽毛球公開賽         | 超級500賽  | 男子雙打 | 亨德拉·塞蒂亚万    | 準決賽 |
| 2022年 | 湯姆斯盃                 | 其他       | 男子團體 | －                 | 亞軍   |
| 2022年 | 馬來西亞羽毛球大師賽     | 超級500賽  | 男子雙打 | 亨德拉·塞蒂亚万    | 亞軍   |
| 2022年 | 新加坡羽毛球公開賽       | 超級500賽  | 男子雙打 | 亨德拉·塞蒂亚万    | 準決賽 |
| 2022年 | 世界羽毛球錦標賽         | 其他       | 男子雙打 | 亨德拉·塞蒂亚万    | 亞軍   |
| 2022年 | 世界羽聯世界巡迴賽總決賽 | 總決賽     | 男子雙打 | 亨德拉·塞蒂亚万    | 亞軍   |
| 2023年 | 全英羽球公開賽           | 超級1000賽 | 男子雙打 | 亨德拉·塞蒂亞萬    | 亞軍   |
| 2023年 | 香港羽毛球公開賽         | 超級500賽  | 男子雙打 | 亨德拉·塞蒂亞萬    | 準決賽 |
| 2023年 | 北極羽毛球公開賽         | 超級500賽  | 男子雙打 | 亨德拉·塞蒂亞萬    | 準決賽 |
| 2024年 | 澳洲羽毛球公開賽         | 超級500賽  | 男子雙打 | 亨德拉·塞蒂亞萬    | 亞軍   |

| 2007-2017年 | 首要超級賽 | 超級賽 | 黃金大獎賽 | 大獎賽 | 國際挑戰賽 | 國際系列賽 | 未來系列賽 | 其他 |

| 2018-2026年 | 總決賽 | 超級1000賽 | 超級750賽 | 超級500賽 | 超級300賽 | 超級100賽 | 國際挑戰賽 | 國際系列賽 | 未來系列賽 | 其他 |

### 世界冠軍頭銜
穆罕默德·阿赫桑在羽毛球生涯中共奪得4項羽毛球世界冠軍頭銜。
| 賽事             | 奪冠次數 | 年份                                                     |
| ---------------- | -------- | -------------------------------------------------------- |
| 世界羽毛球錦標賽 | 3        | 2013年（男子雙打） 2015年（男子雙打） 2019年（男子雙打） |
| 湯姆斯盃         | 1        | 2020年（男子團體）                                       |
| 總計             | 4        |                                                          |

### 奧運會和世錦賽參賽紀錄
|          | 搭檔               | 2009 | 2010 | 2011 | 2012 | 2013 | 2014  | 2015 | 2016       | 2017 | 2019 | 2020   | 2021  | 2022 | 2023 |
| -------- | ------------------ | ---- | ---- | ---- | ---- | ---- | ----- | ---- | ---------- | ---- | ---- | ------ | ----- | ---- | ---- |
| 男子雙打 | 博纳·塞普特纳      | 32強 | －   | 季軍 | 8強  | －   | －    | －   | －         | －   | －   | －     | －    | －   | －   |
| 男子雙打 | 亨德拉·塞蒂亚万    | －   | －   | －   | －   | 冠軍 | 64強1 | 冠軍 | 小組第三名 | －   | 冠軍 | 第四名 | 32強1 | 亞軍 | 8強  |
| 男子雙打 | 利安·阿刚·萨普特拉 | －   | －   | －   | －   | －   | －    | －   | －         | 亞軍 | －   | －     | －    | －   | －   |

1 賽前退賽

## 主要對賽紀錄
穆罕默德·阿赫桑與不同搭檔的主要對手的對賽成績如下（截至2019年4月4日）：
男雙 - 亨德拉·塞蒂亚万
| 對手                                             | 對賽次數 | 對賽結果 | 對賽結果 | 總計 |
| 對手                                             | 對賽次數 | 勝       | 負       | 總計 |
| ------------------------------------------------ | -------- | -------- | -------- | ---- |
| K·S·苏卡穆约 M·F·吉德翁                          | 8        | 2        | 6        | -4   |
| 利安·阿刚·萨普特拉 安加·普拉塔玛                 | 3        | 2        | 1        | +1   |
| 瓦赫尤·那亚卡·阿亚·邦卡亚尼拉 阿迪·尤苏夫·桑托索 | 1        | 0        | 1        | +1   |
| M·R·阿利安托 法賈·阿爾弗蘭                       | 1        | 0        | 1        | -1   |

| 對手                                      | 對賽次數 | 對賽結果 | 對賽結果 | 總計 |
| 對手                                      | 對賽次數 | 勝       | 負       | 總計 |
| ----------------------------------------- | -------- | -------- | -------- | ---- |
| 柳延星 李龍大                             | 13       | 6        | 7        | -1   |
| 早川賢一 遠藤大由                         | 10       | 9        | 1        | +8   |
| 李俊慧 刘雨辰                             | 9        | 3        | 6        | -3   |
| 金基正 金沙朗                             | 8        | 6        | 2        | +4   |
| 傅海峰 张楠                               | 8        | 3        | 5        | -2   |
| 马德斯·皮勒尔·科尔丁 马德斯·康拉德-彼德森 | 7        | 4        | 3        | +1   |
| 卡斯腾·摩根森 玛蒂亚斯·鲍伊               | 6        | 5        | 1        | +4   |
| 伊万·索松诺夫 弗拉基米尔·伊万诺夫         | 5        | 5        | 0        | +5   |
| 金·阿斯特鲁普 安德斯·斯考劳普·拉斯姆森    | 5        | 5        | 0        | +5   |
| 橋本博且 平田典靖                         | 5        | 5        | 0        | +5   |
| 吳蔚昇 陳蔚強                             | 5        | 4        | 1        | +3   |
| 刘小龙 邱子瀚                             | 5        | 3        | 2        | +1   |
| 鲁恺 蔡赟                                 | 4        | 4        | 0        | +4   |
| 數野健太 山田和司                         | 4        | 4        | 0        | +4   |
| 園田啟悟 嘉村健士                         | 4        | 3        | 1        | +2   |
| 李洋 李哲輝                               | 4        | 3        | 1        | +2   |
| 王齊麟 陳宏麟                             | 4        | 2        | 2        | 0    |
| 柴飚 洪炜                                 | 4        | 2        | 2        | 0    |
| 克里斯·兰格瑞奇 马库斯·埃利斯             | 3        | 3        | 0        | +3   |
| 彼得·米尔斯 安德鲁·埃利斯                 | 3        | 3        | 0        | +3   |
| 苏伟译 謝定峰                             | 3        | 3        | 1        | +2   |
| 高成炫 申白喆                             | 3        | 2        | 1        | +1   |
| 马克·拉姆斯富斯 马文·埃米尔·塞德尔        | 2        | 2        | 0        | +2   |
| 彼得·布里格斯 汤姆·沃尔芬登               | 2        | 2        | 0        | +2   |

## 外部連結
- 穆罕默德·阿赫桑在BWFBadminton.com（英语）
- 穆罕默德·阿赫桑在BWF.TournamentSoftware.com（英语）
- 穆罕默德·阿赫桑在Olympics.com（英语）
- 穆罕默德·阿赫桑在Olympedia（英语）
- 穆罕默德·阿赫桑在Flashscore（英语）